# Huracán Camille
El huracán Camille fue el tercer ciclón tropical más intenso de la temporada de huracanes del Atlántico de 1969. Además de ser el tercer ciclón tropical y el segundo huracán de dicha temporada, Camille fue el segundo de tres huracanes categoría 5 que tocaron tierra en Estados Unidos durante el siglo XX, al impactar cerca de la desembocadura del río Misisipi durante la noche del 17 de agosto causando daños catastróficos.

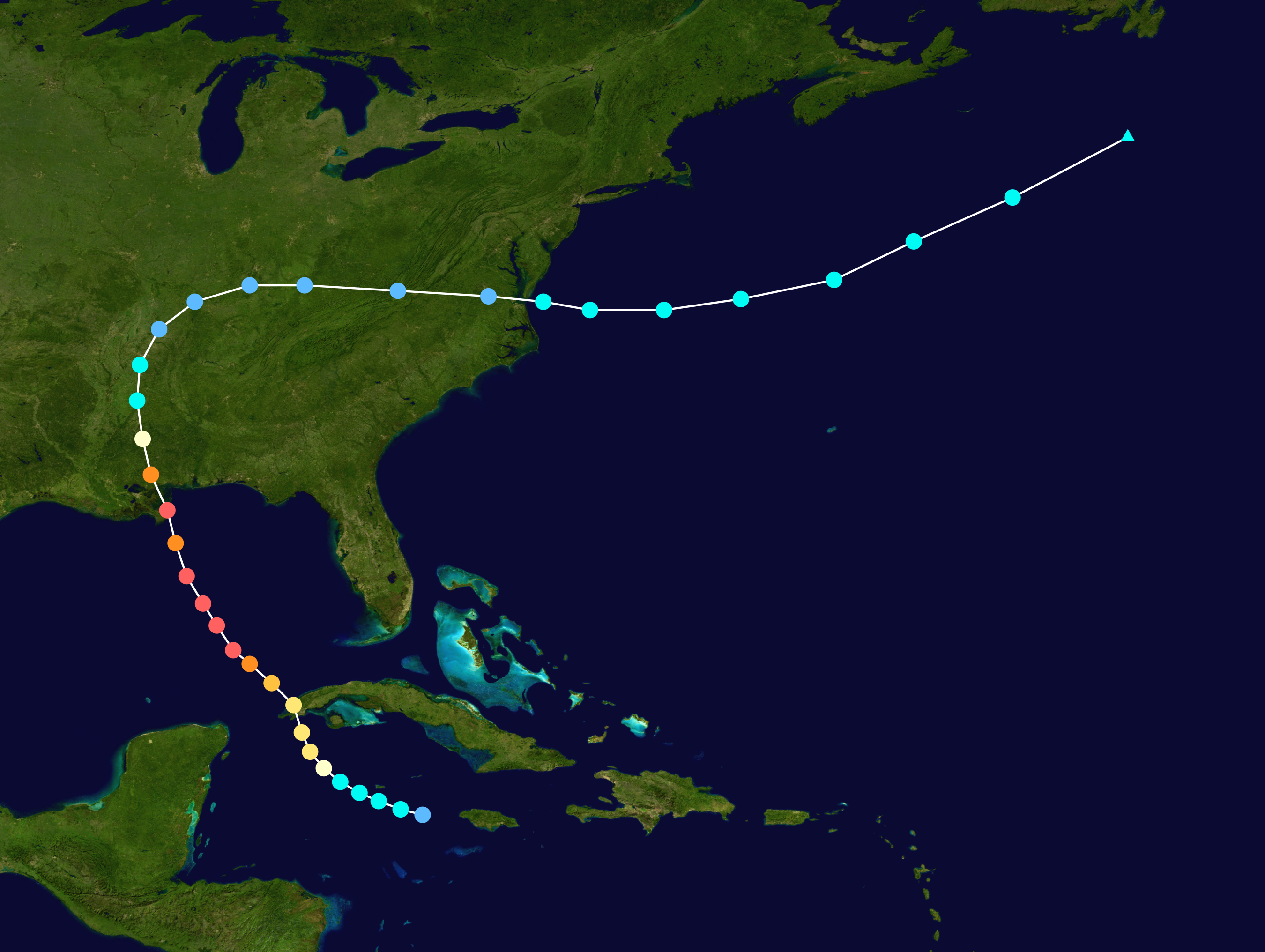
Trayecto de Camille.

La tormenta se formó el 14 de agosto y rápidamente se intensificó. Este bordeó la región occidental de Cuba con fuerza de Categoría 3. Camille se reforzó más adelante sobre el golfo de México y tocó tierra con una presión mínima central de 900 hPa y vientos sostenidos de 280 km/h, así como una tormentosa oleada máxima de 24 pies (7,3 m).  El huracán se extendió a lo largo de la costa del estado de Misisipi y causó una inundación adicional y muertes tierra adentro al cruzar a las montañas Apalaches de Virginia. En total, Camille mató a 259 personas y causó daños por $1420 millones (1969 USD) equivalente a $9440 millones (2014 USD).
| Huracanes más intensos del Océano Atlántico | Huracanes más intensos del Océano Atlántico | Huracanes más intensos del Océano Atlántico | Huracanes más intensos del Océano Atlántico | Huracanes más intensos del Océano Atlántico | Huracanes más intensos del Océano Atlántico |
| Rank                                        | Huracán                                     | Año                                         | Presión                                     | Presión                                     |                                             |
| Rank                                        | Huracán                                     | Año                                         | hPa                                         | inHg                                        |                                             |
| ------------------------------------------- | ------------------------------------------- | ------------------------------------------- | ------------------------------------------- | ------------------------------------------- | ------------------------------------------- |
| 1                                           | Wilma                                       | 2005                                        | 882                                         | 26.05                                       |                                             |
| 2                                           | Gilbert                                     | 1988                                        | 888                                         | 26.23                                       |                                             |
| 3                                           | "Día de Trabajo"                            | 1935                                        | 892                                         | 26.34                                       |                                             |
| 4                                           | Rita                                        | 2005                                        | 895                                         | 26.43                                       |                                             |
| 4                                           | Milton                                      | 2024                                        | 895                                         | 26.43                                       |                                             |
| 6                                           | Allen                                       | 1980                                        | 899                                         | 26.55                                       |                                             |
| 7                                           | Camille                                     | 1969                                        | 900                                         | 26.58                                       |                                             |
| 8                                           | Katrina                                     | 2005                                        | 902                                         | 26.64                                       |                                             |
| 9                                           | Mitch                                       | 1998                                        | 905                                         | 26.73                                       |                                             |
| 9                                           | Dean                                        | 2007                                        | 905                                         | 26.73                                       |                                             |
| Fuente: HURDAT                              |                                             |                                             |                                             |                                             |                                             |